# میو کو کو سن
میو کو کو سن (به انگلیسی: Myo Ko Ko San) (زاده ۱ سپتامبر ۱۹۹۴) مدل میانماری است.
او یک زن ترنس است.